# Queen Elizabeth (Schiff, 1915)
Die HMS Queen Elizabeth war das Typschiff der Queen-Elizabeth-Klasse, die in den 1910er-Jahren für die Royal Navy gebaut wurde.

## Geschichte
Die Queen Elizabeth, benannt nach Elisabeth I. von England, wurde am 21. Oktober 1912 auf Kiel gelegt, am 16. Oktober 1913 vom Stapel gelassen und am 22. Dezember 1914 in Dienst gestellt.

### Erster Weltkrieg

#### Schlacht von Gallipoli
Nachdem die Schiffe der britischen und französischen Flotten am 3. November 1914 die äußeren Forts der Halbinsel Gallipoli beschossen hatten, beschloss man im Januar 1915 eine komplette amphibische Operation. Daher beorderte die Admiralität einen Verband von acht Schiffen – darunter die Queen Elizabeth – zu den Dardanellen. Am 15. Februar sollte sie die Dardanellen erreichen. Aufgrund eines Unfalls vor Gibraltar am 12. Februar, bei dem sie die Schaufeln einer ihrer Turbinen abgerissen hatte und somit nicht mehr mit mehr als halber Geschwindigkeit fahren konnte, verschob sich ihre Ankunft jedoch auf den 25. Februar. Noch bei ihrer Ankunft am 25. Februar starteten die Queen Elizabeth zusammen mit der Agamemmnon, der Irresistible und der Gaulois einen erneuten Angriff mit dem Ziel, die Zerstörung der Außenforts aus nächster Nähe und bis zum Eingang zu erreichen. Da der Angriff am 19. Februar gezeigt hatte, wie gering die Hoffnung war, eine Batterie durch den bloßen Abschuss von Granaten dauerhaft auszuschalten, lautete die Anweisung für die angreifenden Schiffe, jedes einzelne Geschütz durch einen Volltreffer zu zerstören. Der allgemeine Plan sah vor, dass vier Schiffe in Zweiergruppen bis zum Eingang der Meerenge fahren, dort wenden und anschließend Kap Helles und Kum Kale mit ihrer Sekundärbewaffnung angreifen sollten, bis sie eine Entfernung von etwa drei Kilometern erreicht hatten. In Übereinstimmung mit diesen Befehlen ankerte die Queen Elizabeth elf Kilometer südwestlich des Leuchtturms von Kap Helles, nahm Sedd el Bahr ins Visier und schaltete dort die beiden modernen 23-cm-Geschütze aus. In der ersten Märzwoche erwiesen sich mehrere Beschießungen der inneren Festungen als ergebnislos. Am 5. März feuerte die Queen Elizabeth vier Stunden lang aus 13 Kilometern Entfernung auf die Forts auf der europäischen Seite der Meerenge, jedoch fast ohne Wirkung. Am nächsten Tag feuerte sie auf Chemenlik, aber die Osmanen hatten unbemerkt das alte Schlachtschiff Hairredin Barbarossa in die Meerenge bei Chanak verlegt, von wo aus es die Queen Elizabeth beschießen konnte. Die ersten Geschosse wurden ignoriert, weil man glaubte, sie kämen von einer mobilen Feldhaubitze, aber um sicherzugehen, entfernte man sich um 1 km von dieser Position. Als man den Beobachtungsposten des osmanischen Schiffes an der Küste entdeckte, beschossen die Queen Elizabeth, die Agamemmnon und die Ocean es mit mehreren Salven, die Osmanen aber bezogen schnell eine neue Position, sodass die Hairredin Barbarossa erneut auf die Queen Elizabeth feuerte und sie schließlich dreimal unterhalb der Wasserlinie traf; die Gürtelpanzerung des Schlachtschiffes konnten die Granaten jedoch nicht durchschlagen. Um weiteren Schaden zu vermeiden, entfernte sich das Schiff von dieser Position.

##### Hauptangriff am 18. März
Das Ereignis, das die Schlacht entschied, fand in der Nacht des 18. März statt, als der osmanische Minenleger Nusret eine Reihe von Minen vor dem Minenfeld von Kephez quer über die Spitze der Bucht von Eren Köy legte, einer breiten Bucht entlang der asiatischen Küste direkt am Eingang zur Meerenge. Die Osmanen hatten bemerkt, dass die britischen Schiffe beim Rückzug in die Bucht nach Steuerbord einschwenkten. Die neue Reihe von 20 Minen verlief parallel zum Ufer, war in einer Höhe von fünfzehn Metern verankert und hatte einen Abstand von etwa 91 m. Aufgrund des klaren Wassers konnten die Minen von Aufklärungsflugzeugen durch das Wasser hindurch gesehen werden. Der britische Plan für den 18. März sah vor, die Verteidigungsanlagen der ersten fünf Minenfelder auszuschalten, die über Nacht geräumt werden sollten. Am nächsten Tag sollten die verbleibenden Verteidigungsanlagen um die Narrows überwunden und die letzten fünf Minenfelder entfernt werden. Die Operation wurde fortgesetzt, ohne dass die Briten und Franzosen von den jüngsten Erweiterungen der osmanischen Minenfelder wussten. Die Schlachtschiffe wurden in drei Linien aufgestellt, zwei britische und eine französische, mit Unterstützungsschiffen an den Flanken und zwei Schiffen in Reserve. Nachdem die Queen Elizabeth unter stetigem Feuer langsam in die Meerenge eingelaufen war, erreichte sie gegen 11:00 Uhr ihre Angriffsposition und eröffnete gegen 11:25 Uhr das Feuer auf die Festungen bei Çanakkale. Zunächst schien der Angriff planmäßig zu verlaufen, doch nachdem am Nachmittag mehrere Schiffe auf die zuvor gelegten Minen aufgelaufen waren, beschloss man mit einsetzender Dunkelheit, sich zurückzuziehen. Die Queen Elizabeth beteiligte sich bis Anfang Mai an weiteren verlustreichen Marineoperationen. Nachdem im Mai mehrere Schlachtschiffe versenkt worden waren, entschied die Admiralität jedoch, die ständige Unterstützung durch Schlachtschiffe einzustellen. Daher verließ die Queen Elizabeth am 12. Mai die Dardanellen und kehrte in die Heimat zurück.
Vom 22. Mai bis zum 4. Juni 1916 wurde sie in Rosyth überholt, sodass sie nicht an der Skagerrakschlacht teilnahm. Ebenfalls im Juni wurde sie zeitweise zum Flaggschiff des 5. Schlachtgeschwaders. Im Juli wurde das Schiff einer erneuten Überholung unterzogen. Nach dem Abschluss der Arbeiten 1917 diente sie kurzfristig als Flaggschiff von US-Admiral Mayo.

### Zwischenkriegszeit
Am 15. November 1918 unterzeichneten Vertreter des Deutschen Reiches an Bord der Queen Elizabeth die Bedingungen für den Waffenstillstand mit den Alliierten. Am 26. Juli 1924 nahm sie an der jährlichen Flottenschau vor Spithead teil und wurde am 1. November 1924 zur Mittelmeerflotte abkommandiert, um die Iron Duke als Flaggschiff abzulösen. Im Mai 1926 wurde sie dann von der Warspite als Flaggschiff abgelöst und in Portsmouth für eine Überholung ausgemustert. Nach den Umbauten, die bis zum Dezember 1927 dauerten, wurde sie am 2. Januar 1928 als Flaggschiff der Mittelmeerflotte wieder in Dienst gestellt und besuchte im Oktober 1929 Istanbul. Von November 1929 bis Mai 1930 unterzog sie sich einer weiteren Überholung in Portsmouth. Im Juli desselben Jahres wurde sie zusammen mit der Ramilies nach Alexandria abkommandiert, um örtliche Truppen während des Aufstands durch die Waft-Partei zu unterstützen. Von November 1932 bis März 1933 wurde das Schiff in Portsmouth überholt und nahm am 16. Juli 1935 an der Flottenschau anlässlich des 25-jährigen Thronjubiläums Georgs V. vor Spithead teil. Während der Abessinien-Krise befand sie sich ebenfalls in Alexandria und nahm am 19. Mai 1937 an der Flottenschau anlässlich der Krönung Georgs VI. vor Spithead teil.

### Zweiter Weltkrieg
Am 1. August 1937 wurde sie für Umbaumaßnahmen in Portsmouth ausgemustert, musste aber im Dezember 1940 von Portsmouth nach Rosyth verlegt werden, da man Luftangriffe der Deutschen fürchtete. Am 31. Januar 1941 wurde die Queen Elizabeth wieder in Dienst gestellt und dem 2. Schlachtgeschwader der Home Fleet zugeteilt. Dort führte sie vom 20. Februar bis 14. März weitere Test- und Übungsfahrten durch, bevor sie anschließend zum Geleitschutz eingesetzt wurde.

#### Mittelmeer

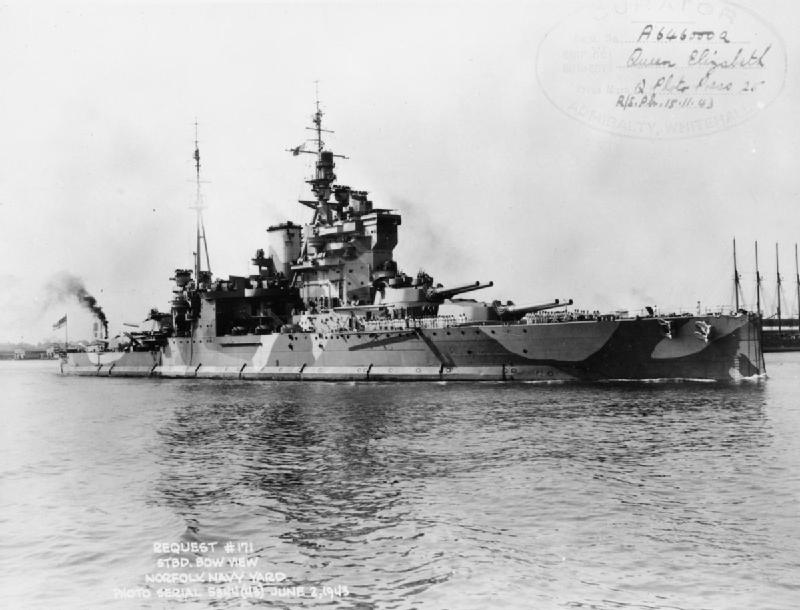
Die Queen Elizabeth im Norfolk Navy Yard

Im Mai 1941 wurde die Queen Elizabeth wieder der Mittelmeer-Flotte zugewiesen. Am 5. Mai verließ sie Gibraltar in Richtung Alexandria und bildete zusammen mit der Force H Geleitschutz für Konvoi WS 8 nach Malta. Anschließend nahm sie an der Verteidigung Kretas und der Evakuierung der britisch-australisch-neuseeländischen Expeditionsstreitkräfte während der deutschen Operation Merkur teil. Am 26. Mai unterstützte sie zusammen mit der Barham den Luftangriff auf den deutschen Stützpunkt in Karpathos durch Flugzeuge der Formidable. Am 27. Mai wurde sie zum Flaggschiff des 1. Schlachtgeschwaders und Flaggschiff der 2. Flotte und ersetzte damit die Barham, die während des Kampfes durch Bomben beschädigt worden war. Die Queen Elizabeth lag an Liegeplatz S, als sich am Morgen des 19. Dezember um etwa 6:15 Uhr eine schwere Explosion unter dem Bereich des Kesselraums B ereignete. Zwei italienische Kampfschwimmer der Decima Flottiglia MAS mit bemannten Torpedos vom Typ maiale war es gelungen, die Verteidigungsanlagen zu überwinden und eine große Sprengladung am Rumpf des Schiffes zu befestigen. Mehrere Abteilungen wurden unmittelbar darauf überflutet, wodurch das Schiff 4 Grad nach Steuerbord krängte. Obwohl alle Anstrengungen unternommen wurden, um der Überflutung entgegenzuwirken, breitete sie sich das Wasser langsam weiter aus. Alle tragbaren Pumpen wurden eingesetzt, um das Wasser in den Abteilungen, die an die durch den Schaden vollständig überfluteten Abteilungen angrenzten, niedrig zu halten. Durch Gegenfluten konnte das Schiff wieder aufgerichtet werden. Anschließend wurde die Queen Elizabeth von Dezember 1941 bis Juni 1942 repariert. Während dieser Zeit übernahm Admiral Harwood am 20. Mai als Nachfolger von Admiral Cunningham das Kommando. Am 27. Juni 1942 verließ sie Alexandria durch den Suez-Kanal in Richtung USA, um ihre begonnenen Reparaturen in der Marinewerft Norfolk abzuschließen. Nach der Beendigung der Reparaturen am 26. Juni 1943 verließ sie Norfolk in Richtung Heimat. Sie erreichte im Juli in Devonport und wurde am 25. Juli der Eastern Fleet zugeteilt.

#### Pazifik
Am 23. Dezember 1943 stach die Queen Elizabeth mit Richtung Trincomalee in See. Bei ihrer Ankunft am 28. Januar 1944 übernahm C-in-C der Eastern Fleet Admiral Somerville das Kommando. Während der Operation Cockpit unterstützte sie im Verband mit französischen und niederländischen Einheiten die Illustrious und die Saratoga bei ihrem Angriff auf Sabang am 19. April 1944. Vom 30. April bis zum 1. Mai nahm sie während Operation D an der Bombardierung von Car Nicobar und Port Blair auf den Andamanen teil und wurde anschließend in Durban von Oktober bis November 1944 überholt. Im Januar 1945 nahm sie während Operation Outflank an weiteren Beschießungen von Sabang teil und beteiligte sich bis zum Mai an der Rückeroberung von Burma, wo sie die Anlandung alliierter Truppen auf der Insel Ramree am 21. Januar und auf der Insel Cheduba am 26. Januar im Rahmen von Operation Dracula unterstützte.

### Nachkriegszeit
Am 12. Juli 1945 wurde sie von der Nelson als Flaggschiff ersetzt und kehrte in die Heimat zurück. Nach ihrer Ankunft am 7. August 1945 in Portsmouth wurde sie am 10. August zur Reserve nach Rosyth abkommandiert. Von Oktober 1945 bis März 1946 diente sie der Home Fleet als Unterkunftsschiff. Anschließend wurde sie erneut der Reserve in Portsmouth unterstellt, wo sie bis zu ihrer Ausmusterung am 15. Mai 1948 verblieb. Im Juli 1948 wurde sie schließlich an Arnott Young verkauft und in Troon abgewrackt.

## Technik
Die Queen Elizabeth hatte eine Länge über alles von 195 m, eine Breite von 27,60 m und einen Tiefgang von 10,10 m. Sie hatte eine Verdrängung zwischen 33.110 t und 33.794 t.

### Antrieb
Die Queen Elizabeth war mit vier Parsons-Turbinen ausgestattet, die jeweils eine Welle antrieben und insgesamt 56.000 Shp (41.188 kW) entwickelten, mit denen sie eine Höchstgeschwindigkeit von 23 Knoten (43 km/h) erreichte. Der Dampf wurde von 24 Babcock & Wilcox-Kesseln geliefert. Das Schiff konnte maximal 3454 t Heizöl mitführen, was ihm bei 10 Knoten (19 km/h) eine Reichweite von 4500 Seemeilen (8334 km) ermöglichte. Die Besatzung des Schiffes bestand aus 925 bis 951 Mann plus Offiziere.

### Bewaffnung
Die Hauptbewaffnung bestand aus acht 381-mm-Geschützen auf Mk-I-Lafetten in vier Zwillingstürmen vor und hinter den Aufbauten mit den Bezeichnungen „A“, „B“, „X“ und „Y“ von vorne nach achtern. Die Lafetten hatten ein Gewicht von 782 t und einen Aktionsradius von −150 bis +150 Grad. Die Kanonen selbst hatten ein Gewicht von 101 t. Ihre Reichweite lag mit einer maximalen Elevation von +20 Grad und einer Mündungsgeschwindigkeit von 804 m/s bei 26 km. Die Sekundärbewaffnung bestand aus vierzehn 152-mm-Geschützen, von denen zwölf in Kasematten entlang der Breitseite des Schiffes und die restlichen zwei auf dem Hauptdeck achtern angeordnet waren. Die Kanone mit einem Gewicht von 7 t hatte bei einer maximalen Elevation von 40 Grad eine Reichweite von 12 km. Die 45 kg schweren Granate erreichten dabei eine Mündungsgeschwindigkeit von 861 m/s. Die Flugabwehr bestand aus zwei 76-mm-Schnellfeuergeschützen. Außerdem war das Schiff mit vier im Rumpf eingelassenen 533-mm-Torpedorohren ausgestattet, zwei auf jeder Breitseite.

### Panzerung
Das Schiff hatte einen Panzergürtel aus Krupp-Zementstahl. Er erstreckte sich über eine Länge von etwa 165 m. Mittschiffs war er 330 mm dick und verjüngte sich unter der Wasserlinie auf 51 mm und an seinen Enden auf 25 mm. Darüber verlief ein 152 mm dicker Plankengang, der sich von der A-Barbette bis zur Y-Barbette erstreckte. Die von 178 bis 254 mm dicken Barbetten umgebenen Geschütztürme hatten an der Front eine 330 mm dicke Panzerung und an den Seiten 279 mm. Die gepanzerten Decks hatten eine Stärke von 25 bis 76 mm. Der Kommandoturm war durch eine 330 mm dicke Panzerung geschützt.

### Sensoren, Feuerleitanlage
Die Schiffe waren mit zwei Feuerleitrechnern und 4,6-m-Entfernungsmessern ausgestattet. Einer war oberhalb des Kommandoturms angebracht, geschützt durch eine gepanzerte Haube, der andere im Ausguck des Fockmasts. Das Feuerleitsystem für die Torpedos befand sich zusammen mit einem 2,7-m-Entfernungsmesser am hinteren Ende der Aufbauten.

### Umbauten
Zwischen 1919 und 1927 wurde die Queen Elizabeth zahlreichen Umbauten unterzogen. So wurde der Ausguck des Fockmastes vergrößert, Entfernungsmesser wurden auf den Geschütztürmen „B“ und „X“ sowie Steilwinkel-Entfernungsmesser am vorderen Steuerstand installiert. Ein weiterer Steilwinkel-Entfernungsmesser wurde am hinteren Steuerstand angebracht. Die 76-mm-Kanonen wurden durch 102-mm-Kanonen ersetzt. Funkpeilungs-Geräte wurden am hinteren Ende der Kommandoplattform mit Antenne über dem Steuerstand installiert, der Brückenaufbau wurde modifiziert und Schornsteine wurden zu einer Einheit zusammengefasst. Weiterhin wurden die Aufbauten zur Unterbringung von Signalpersonal und -ausrüstung ausgebaut und die Rahen am Vormast entfernt. Zwischen 1937 und 1941 wurde sie erneut umfassend umgebaut. So wurde die Verdrängung um 1600 t erhöht. Die 152-mm-Geschütze wurden durch zwanzig 114-mm-Kanonen ersetzt. Außerdem erhielt sie ein HACS-Mk-IV-Feuerleitsystem für die Luftabwehr und einen Admiralty Fire Control Table Mk VII für die Hauptbewaffnung. Ein Luftwarnradar Typ 279 sowie ein Feuerleitradar Typ 284 für die Hauptbewaffnung und ein Feuerleitradar Typ 285 für die Sekundärbewaffnung wurden installiert. Zusätzlich erhielt das Schiff ein Feuerleitradar Typ 282 für Nahbereich-Sperrfeuer. Die gesamte Antriebsanlage wurde durch eine leichtere, effizientere ersetzt.